# Fairmont Le Reine Élizabeth
Pour les articles homonymes, voir HQE.

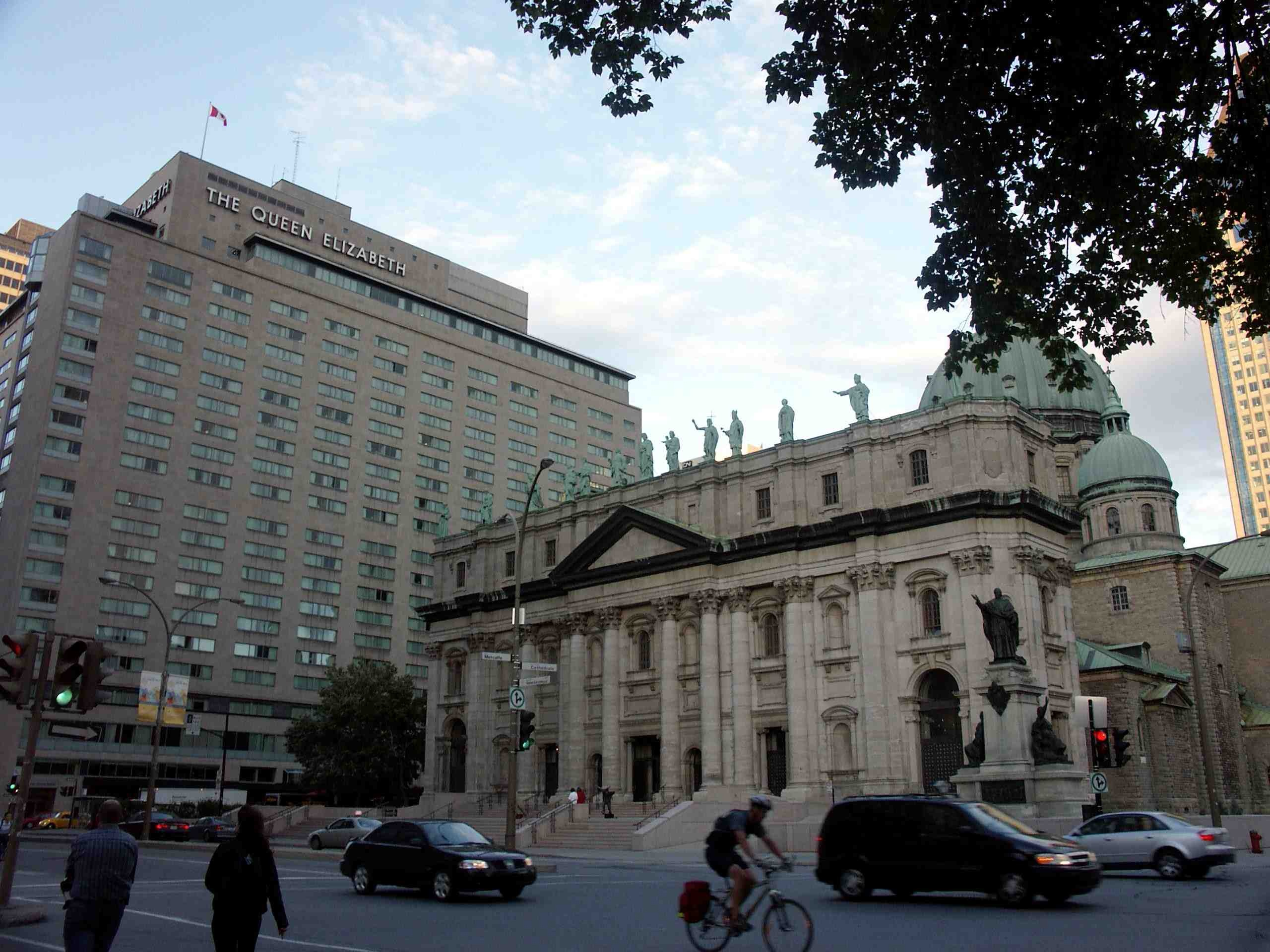
Le Reine Elizabeth, vu avec la cathédrale Marie-Reine-du-Monde en avant-plan

Le Fairmont Le Reine Élizabeth ou Reine Elizabeth (anciennement Hôtel Queen Elizabeth ou HQE) était initialement un hôtel situé au cœur d'Ottawa avant d'être relocalisé dans l'arrondissement de Ville-Marie à Montréal. Il a été construit par le Canadien National, puis acheté par le Canadien Pacifique, pour finalement passer sous la bannière des Hôtels Fairmont. Il a été inauguré en 1958.

## Historique
C'est Donald Gordon, alors président de la compagnie ferroviaire Canadien National qui tenait à nommer l'hôtel Queen Elizabeth, en l'honneur de la reine couronnée en 1952. Cette décision fut fortement controversée. En 1955, une pétition de 250 000 signatures, dont le maire de l'époque Jean Drapeau, demandait que l'on donne un nom français au futur hôtel, Le Château Maisonneuve, en honneur au fondateur de Montréal, Paul de Chomedey de Maisonneuve. Malgré le différend, Gordon ira de l'avant.
Il a accueilli plusieurs personnalités, dont la reine Élisabeth II, le duc d'Édimbourg, la Reine Mère, le prince Charles, le général de Gaulle, Indira Gandhi, Jacques Chirac, Nelson Mandela, le Dalaï-lama, Mikhaïl Gorbatchev, Jimmy Carter, Henry Kissinger, Perry Como, Joan Crawford, John Travolta, et Mikhail Baryshnikov. Fidel Castro est le premier chef d'État à visiter l'hôtel le 27 avril 1959.
C'est dans la suite 1742 de cet hôtel que John Lennon et Yoko Ono ont tenu leur « Bed-In » pour la paix du 26 mai au 2 juin 1969 après qu'on leur eut refusé l'entrée aux États-Unis. Le montréalais André Perry y a enregistré la fameuse chanson Give Peace a Chance le 1er juin 1969.
En 2010, six portiers de l'hôtel ont été arrêtés pour des charges d'extorsion, d'intimidation et de complot.
https://www.lapresse.ca/actualites/justice-et-faits-divers/201011/18/01-4344203-six-portiers-du-reine-elizabeth-arretes-pour-extorsion.php
En 2016, il a été fermé pour rénovation. Il a rouvert ses portes en juillet 2017 après des rénovations de 140 M$.
En 2023 et à l'occasion de la sortie du film Barbie, une suite du 17e étage est redécoré dans le thème Barbie. Le prix de location de la suite est de 1499$ la nuit et disponible du 24 août au 30 septembre 2023. 
En novembre 2024, les employés de l'hôtel tombent en lock-out alors que les négociations entourant la nouvelle convention collective n'avancent pas. L'hôtel est même contraint de fermer ses portes durant la période des fêtes . Ce conflit de travail se poursuit jusqu'au mois de mai 2025, alors que les deux parties finissent par s'entendre à la veille de la saison estivale. 

## Capacité d'hébergement
Fairmont Le Reine Elizabeth est l'hôtel comportant le plus grand nombre de chambres (1 037 à sa création, 950 à la réouverture en 2017) au Québec et le 4e au Canada après le Eaton Chelsea (en), Toronto (1 590 chambres), le Sheraton Centre Toronto Hotel (en) (1 377) et le Fairmont Royal York (1 365 chambres).[réf. nécessaire]

## Divers
L'hôtel a également accueilli plusieurs événements de la Ligue nationale de hockey :
- les repêchages amateurs de 1963 à 1972 et de 1978 ;
- le repêchage d'expansion de 1967 ;
- le repêchage d'entrée de 1979.

L'hôtel offre 300 places de stationnement souterrain. Lors d'une visite pour venir manger au restaurant ou assister à un événement quelconque, il est possible de négocier d'autres options de stationnement avec le portier.[réf. nécessaire]